# 桂昌
桂昌（？—？），清朝政治人物。

## 生平
嘉慶二十年（1815年）任蘇松太道。